# Перейра де Соуза Мабило, Жюлия
Жюлия Перейра де Соуза Мабило (фр. Julia Pereira de Sousa-Mabileau, род. 20 сентября 2001 года, коммуна Кенси-Су-Сенар, Эсон, Иль-де-Франс, Франция) — французская сноубордистка, серебряный призёр зимних Олимпийских игр 2018 года в сноуборд-кроссе, чемпионка мира 2025 года, двукратный бронзовый призёр чемпионатов мира, призёр этапов Кубка мира.

## Спортивная карьера
Жюлия Перейра де Соуза Мабило занялась сноубордом в 9 лет в Изоле, Франция. В начале своей карьеры соревновалась в сноуборд-кроссе и слоупстайле. Затем полностью перешла в сноуборд-кросс.
Жюлия Перейра де Соуза Мабило дебютировала на международной арене на этапе Кубка Европы в австрийском Пицтале 30 ноября 2016 года. В дебютном сезоне Жюлия выступила очень успешно, 2 победы и 4 подиума на этапах позволили ей одержать итоговую победу в Кубке Европы.
На Кубке мира Жюлия Перейра де Соуза Мабило дебютировала 11 февраля 2017 года на этапе в Фельдберге, Германия, где заняла 23-е место. Свой первый подиум Жюлия получила 22 декабря 2017 года на этапе в Брёй-Червинии, Италия, где стала 3-й в сноуборд-кроссе.
В 2017 году на юниорском чемпионате мира в Чехии Жюлия стала чемпионкой в командном сноуборд-кроссе и бронзовым призёром в личном первенстве.
В Олимпийских играх в Пхёнчхане-2018 Жюлия Перейра де Соуза Мабило сенсационно завоевала серебряную медаль в возрасте 16 лет и 149 дней, став самым молодым французским призёром зимних Олимпийских игр.

## Спортивные достижения
- Серебряный призёр Олимпийских игр 2018;
- Чемпионка мира и бронзовый призер чемпионата мира среди юниоров в сноуборд-кроссе 2017;
- Призёр этапов Кубка мира;
- Многократный призёр и победительница этапов Кубка Европы;
- Обладательница Кубка Европы сезона 2016/2017.

## Призовые места на этапах Кубка мира

### 2-е место
- 4 марта 2021, Бакуриани, Грузия

### 3-е место
- 22 декабря 2017, Брёй-Червиния, Италия
- 3 февраля 2018, Фельдберг, Германия
- 24 января 2021, Вальмаленко, Италия